# Peder Dorf Pedersen
Peder Dorf Pedersen (Rostrup, Mariagerfjord, Jutlàndia Septentrional, 28 de gener de 1897 – 13 de setembre de 1967) va ser un gimnasta artístic danès que va competir a començaments del segle xx.
El 1920 va prendre part en els Jocs Olímpics d'Anvers, on va guanyar la medalla de plata en el concurs per equips, sistema suec del programa de gimnàstica.